# Diglossa mystacalis
A Diglossa mystacalis a madarak osztályának verébalakúak (Passeriformes) rendjébe és a tangarafélék (Thraupidae) családjába tartozó faj.

## Rendszerezése
A fajt Frédéric de Lafresnaye francia ornitológus írta le 1846-ban.

## Alfajai
- Diglossa mystacalis albilinea Chapman, 1919
- Diglossa mystacalis mystacalis Lafresnaye, 1846
- Diglossa mystacalis pectoralis Cabanis, 1873
- Diglossa mystacalis unicincta Hellmayr, 1905[2]

## Előfordulása
Az Andokban, Bolívia és Peru területén honos. Természetes élőhelyei a szubtrópusi és trópusi hegyi esőerdők, magaslati gyepek és cserjések. Állandó, nem vonuló faj.

## Megjelenése
Testhossza 15 centiméter, testtömege 12-19 gramm.

## Természetvédelmi helyzete
Az elterjedési területe nagyon nagy, egyedszáma pedig stabil. A Természetvédelmi Világszövetség Vörös listáján nem fenyegetett fajként szerepel.